# Ayamaru-regenboogvis
De Ayamaru-regenboogvis (Melanotaenia boesemani) is een straalvinnige vissensoort uit de familie van de regenboogvissen (Melanotaeniidae). De wetenschappelijke naam van de soort is voor het eerst geldig gepubliceerd in 1980 door Allen & Cross. Bij goede verzorging kunnen de vissen acht jaar oud worden.

## Kenmerken
De voorzijde van deze vis is glinsterend blauwgrijs, het achterlijf inclusief de vinnen feloranje. In het midden, waar beide kleuren in elkaar overgaan, zijn donkere en lichte dwarsstrepen zichtbaar. Vrouwtjes bevatten meer de kleuren geel en zilver. De lichaamslengte bedraagt maximaal 15 cm.

## Voortplanting
Een legsel bestaat meestal uit 100 tot 200 eieren.

## Verspreiding en leefgebied
Deze soort komt voor in het noordwesten van Nieuw-Guinea in een meer op het Ayamaru-plateau, midden op de Vogelkop in West-Irian Jaya.